# 快速装弹器
快速装弹器（Speedloader）又稱快速上彈器，是一種可让弹巢内每个膛室可以同时装弹的工具，用以解决轉輪手槍在紧急时装弹不便的缺点。另也存在著供弹匣用的快速装弹器，但它們不是以緊急重新裝填為前提下設計，而是作為往弹匣内装弹时比较不费力的辅助工具。

## 圖庫

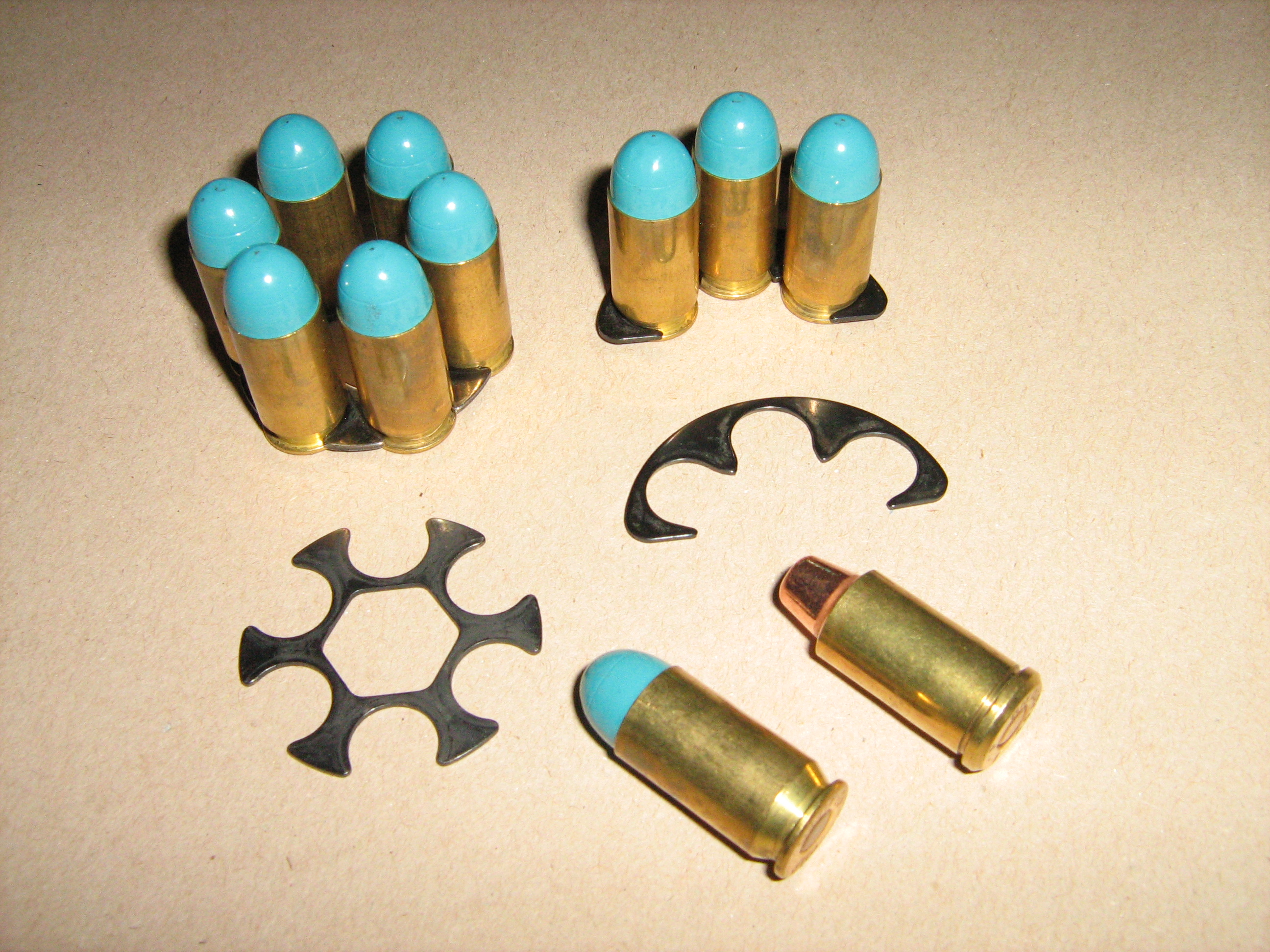
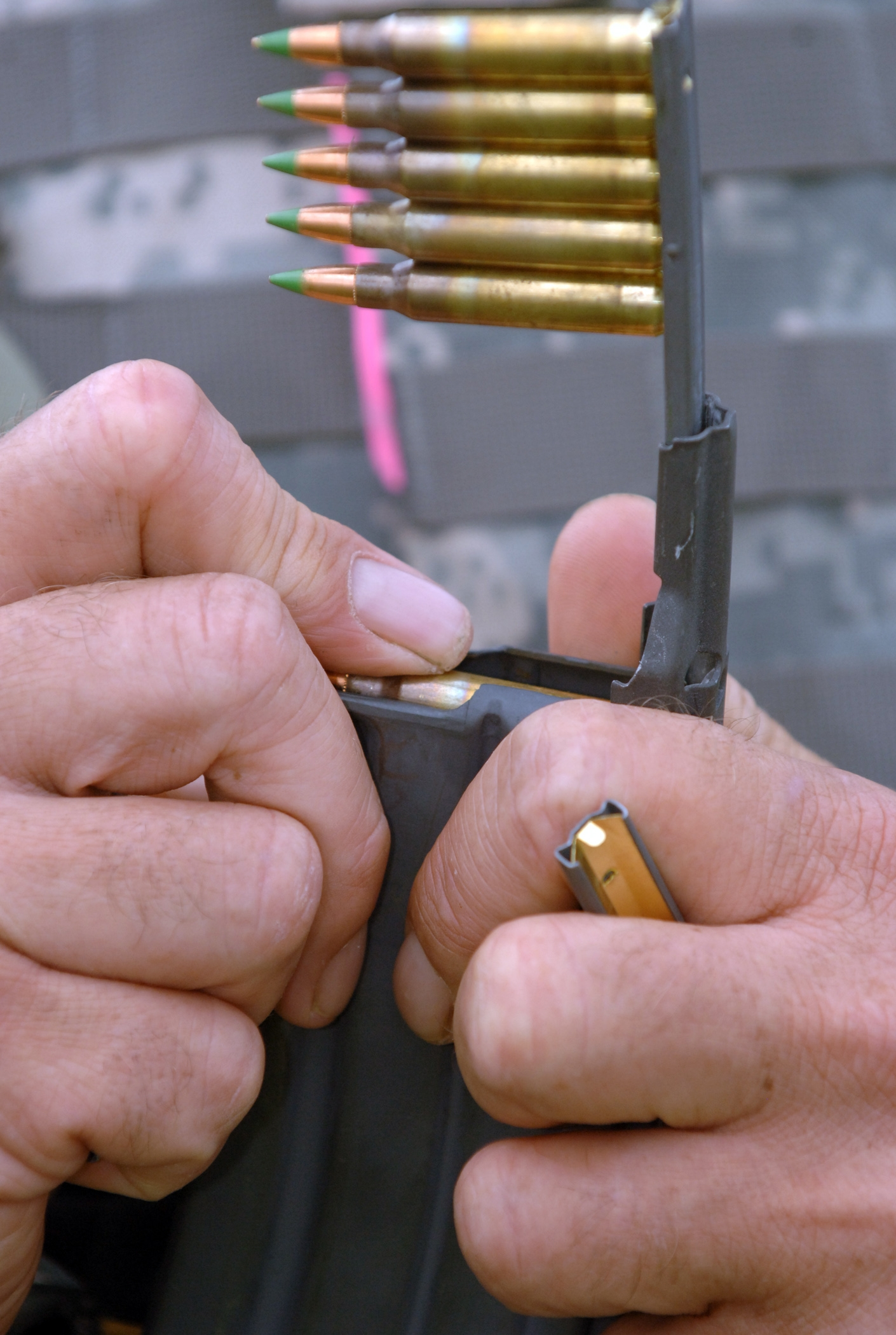
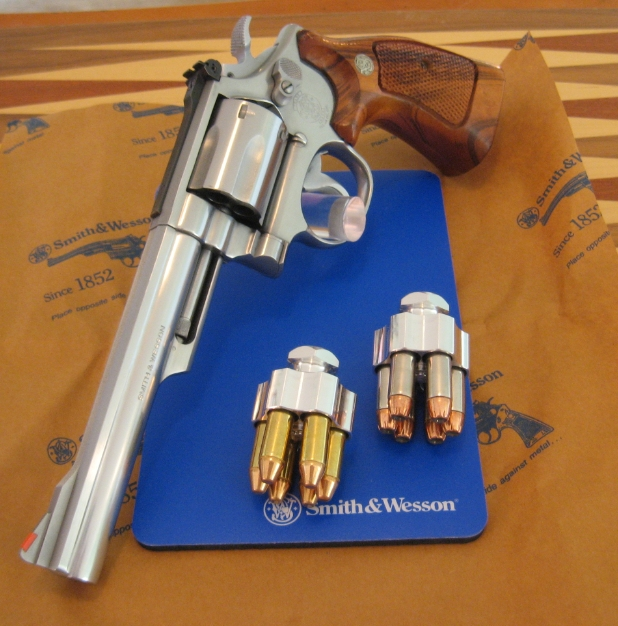
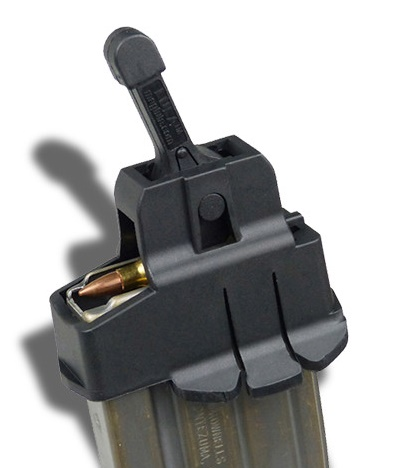
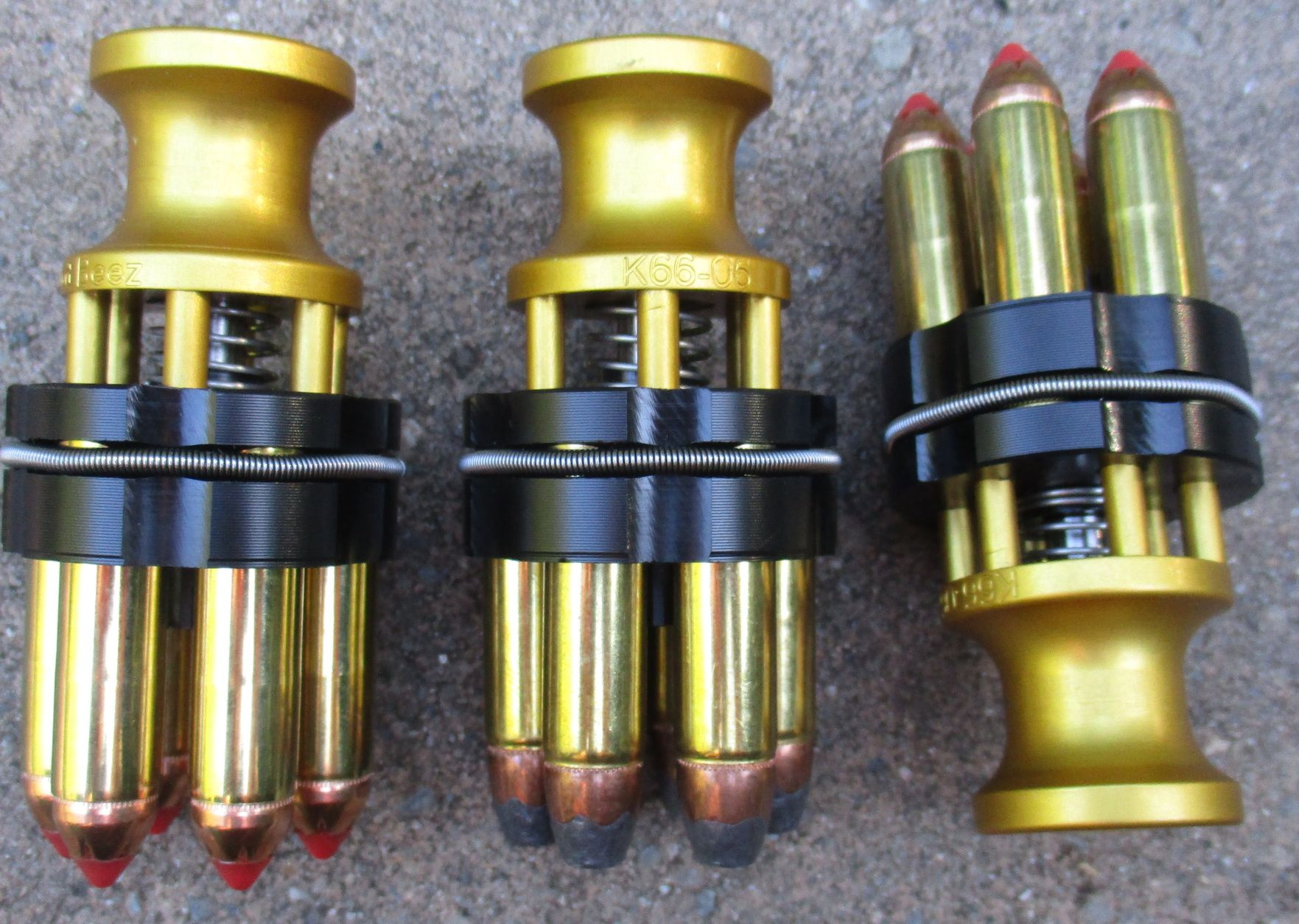
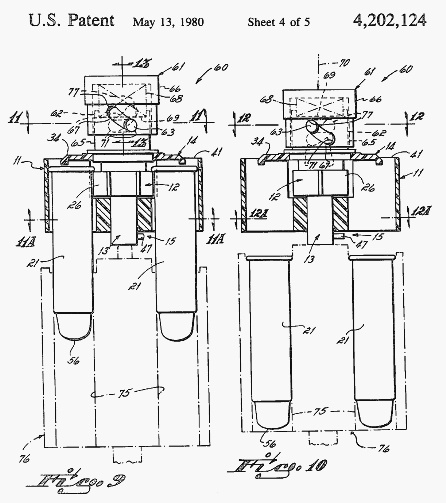
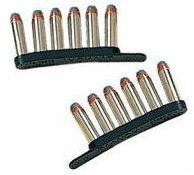
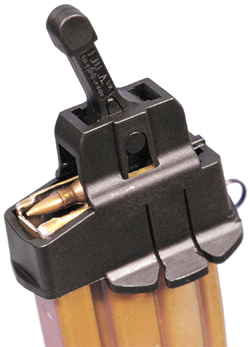
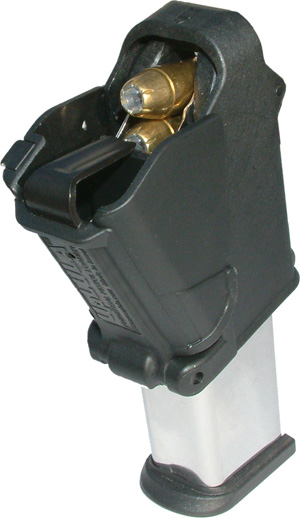
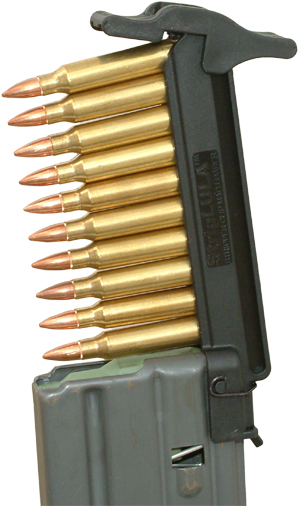
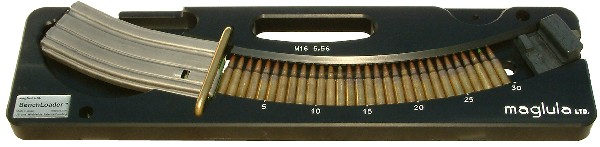
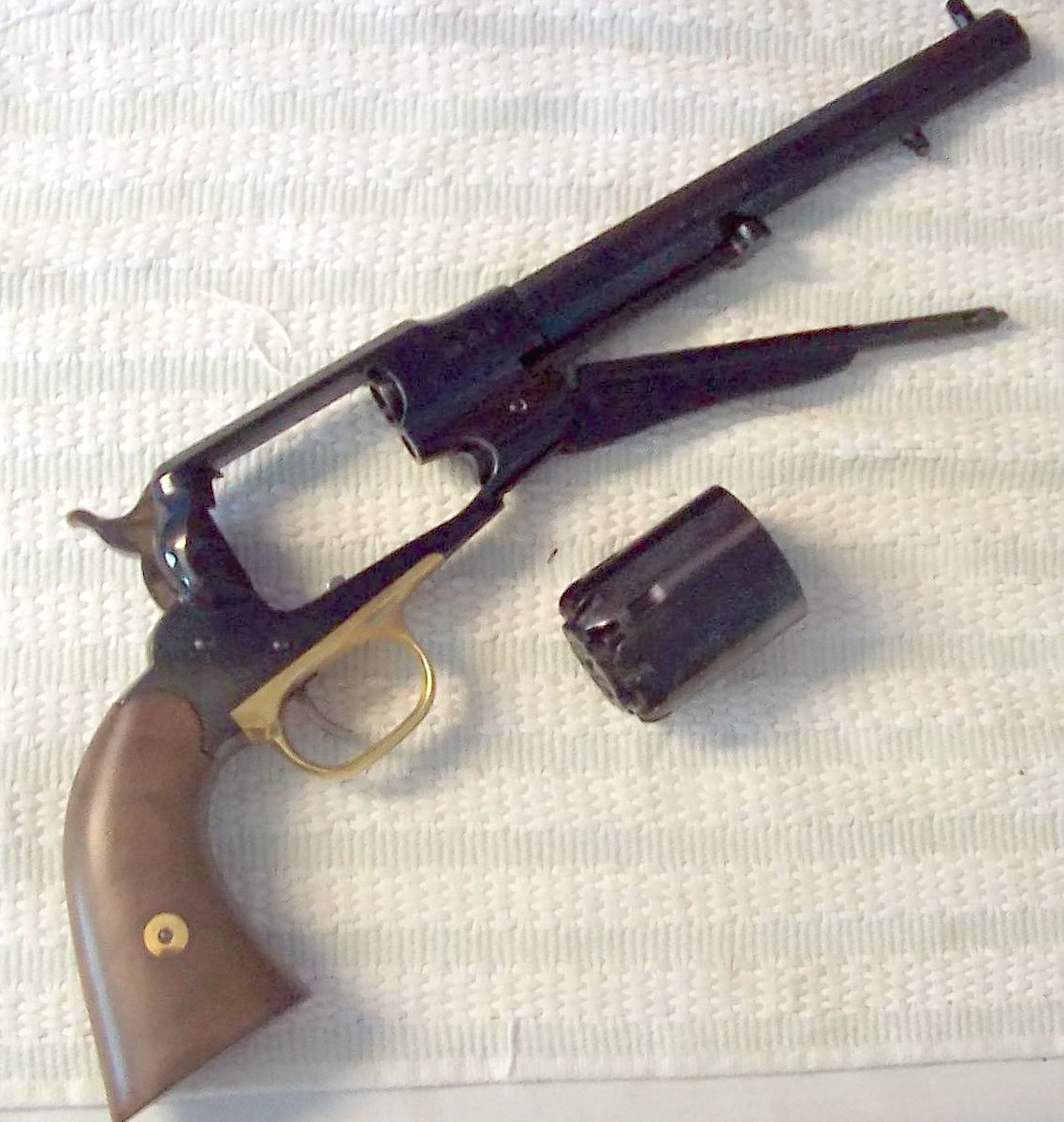